# A Christmas Carol (película de 2009)
 A Christmas Carol  (titulada  Cuento de Navidad en España y Los fantasmas de Scrooge en Hispanoamérica) es una película estadounidense de animación por ordenador realizada mediante captura de movimiento estrenada en 2009, escrita y dirigida por Robert Zemeckis. Es una adaptación de la célebre novela homónima escrita por Charles Dickens en 1843, y está protagonizada por Jim Carrey en múltiples papeles: como Ebenezer Scrooge en todas las etapas de su vida (joven, adulto y anciano) y los tres espíritus que le visitan.
La película recibió críticas variadas, que elogiaron sus imágenes y las interpretaciones de Carrey y Oldman, pero criticaron su tono oscuro. Tuvo un éxito financiero aceptable, recaudando 325.3 millones de dólares frente a un presupuesto de entre 175 y 200 millones. La animación por ordenador se realizó a través del sistema de captura de movimiento, que Zemeckis ya había utilizado anteriormente en las películas The Polar Express (2004) y Beowulf (2007). A Christmas Carol comenzó a filmarse en febrero de 2008 y fue estrenada en Estados Unidos el 6 de noviembre de 2009 por Walt Disney Pictures. El estreno mundial tuvo lugar en Londres, coincidiendo con el encendido anual de la iluminación navideña de Oxford Street y Regent Street, que en 2009 tuvo una temática inspirada en la obra de Dickens.
La película fue estrenada en Disney Digital 3D e IMAX 3D. Se trata de la primera película de Carrey para Walt Disney Pictures, y la tercera adaptación de la novela realizada por Disney, tras Mickey's Christmas Carol (1983) y The Muppet Christmas Carol (1992). También es la segunda película navideña de Carrey tras El Grinch (2000), en la que también interpreta a un conocido personaje antinavideño.
"Present" de JUJU es el tema principal de la versión japonesa.

## Argumento
Ebenezer Scrooge, un hombre incrédulo, amargado y solitario que es dueño de una casa de contar en 1843 en Londres, es una persona que no le gusta la Navidad. En Nochebuena, Scrooge es egoísta con los demás, se niega a hacer donaciones de caridad a los pobres, y rechaza la invitación de su sobrino alegre Fred en la cena de Navidad con su familia. Luego, Bob Cratchit, el leal y mal pagado empleado de Scrooge, le pide que le dé el día libre para que pase la Navidad con sus seres queridos, a lo cual Scrooge acepta de mal gana. Esa noche, Scrooge es visitado en su dormitorio por el fantasma de su antiguo socio, Jacob Marley, que murió siete años antes de la Nochebuena y se ve obligado a sufrir en el más allá llevando cadenas pesadas forjadas a partir de su propia manera codiciosa. Marley le advierte a Scrooge que va a sufrir un destino aún peor si no se arrepiente, y le indica que va a ser visitado por tres espíritus que le ayudarán a reflexionar y a guiarlo para que así sea una mejor persona en la vida durante el transcurso de tres noches.
A la una en punto, Scrooge es visitado por el primer espíritu, el Espíritu de la Navidad Pasada, parecido a una llama, quien muestra visiones a Scrooge de su propio pasado que tienen lugar en alrededor de la época de Navidad, recordándole cómo acabó siendo el avaro que es ahora. Él había pasado gran parte de su infancia olvidado por su padre durante las vacaciones navideñas en un internado hasta que fue llevado finalmente a casa de su hermana Fan, que murió prematuramente después de dar a luz a su sobrino, Fred. Scrooge más tarde se convirtió en aprendiz de Nigel Fezziwig, comenzó una exitosa carrera en los negocios y el préstamo de dinero y se comprometió con una hermosa mujer llamada Belle, aunque más tarde ella canceló el compromiso cuando Ebenezer comenzó a crecer obsesionado con acumular su propia riqueza. Atormentado por tener que presenciar esos recuerdos otra vez, Scrooge apaga al espíritu y es enviado de vuelta a casa.
Scrooge luego se encuentra al segundo espíritu, el Espíritu de la Navidad Presente, quien le muestra a Scrooge las alegrías del día de Navidad y aquellos que la celebran. El espíritu y Scrooge visitan a Fred, quien en broma se burla con su familia a expensas de Scrooge por su codicia y mal carácter hacia todos, y los dos luego visitan a Bob Cratchit y su familia, quienes son apenas capaces de arreglárselas con lo poco que Scrooge le paga a Cratchit. Scrooge es tocado por el hijo enfermo de Cratchit, Tim, y su compromiso con el espíritu de la Navidad, y el espíritu le revela que no tiene mucho tiempo de vida y que si las cosas continúan como están, pronto morirá. En sus últimos momentos, el espíritu le muestra a Scrooge dos niños horribles, demacrados y bestiales llamados Ignorancia y Necesidad y le advierte que se cuide de ellos antes de morir, dejando que Ignorancia y Necesidad se conviertan en individuos violentos y locos y que el espíritu sea reducido a un esqueleto que ríe antes de desaparecer.
Saliendo de la sombra de Scrooge, el tercer y último espíritu, el Espíritu de la Navidad Venidera, persigue a Scrooge por las calles en un carruaje oscuro conducido por caballos antes de llevarlo al futuro, donde Scrooge ve que alguien ha muerto recientemente y que hay más alegría que dolor de esta muerte, con los hombres que asisten al funeral del hombre sólo yendo para un almuerzo gratis. Además, el hombre es robado por su excriada y despojado de la ropa con la que fue enterrado, la cual es vendida a un perista llamado Old Joe. El espíritu luego lleva a Scrooge a la casa de Bob Cratchit y su familia, quienes están llorando en Navidad por la muerte del pequeño Tim. Tras preguntarle al espíritu acerca de quién era el hombre que ha muerto, Scrooge es llevado a un cementerio, donde el espíritu apunta a la tumba abandonada del hombre para revelar que no es ninguna otra que la del mismísimo Scrooge, indicando que morirá el día de Navidad como consecuencia de su ambición. Devastado e indispuesto a permitir que este futuro suceda, Scrooge promete cambiar su manera antes de que el espíritu lo obligue a caer a un ataúd sentado encima de los fuegos del infierno, pero antes de golpear el ataúd, Scrooge se encuentra de vuelta en su cama.
Descubriendo que es la mañana de Navidad y que los tres espíritus lo guiaron a lo largo de una noche y le dieron una segunda oportunidad, Scrooge se llena de alegría y aprovecha el día para donar un pavo a Bob Cratchit y su familia, hacer las donaciones de caridad que negó el día anterior, repartir alegría a los ciudadanos por las calles, y asistir a la cena de su sobrino Fred y su familia, donde es bienvenido y en donde Scrooge promete organizar una cena aún más grande dentro de su propio hogar la siguiente Navidad. El día siguiente, Scrooge le juega una broma a Bob al decirle que está por despedirlo por haber llegado tarde, sólo para revelar que le dará un aumento de salario para que cuide a su familia antes de prometerle estar a su servicio y desearle feliz Navidad. Mientras Scrooge celebra, Bob cuenta a la audiencia cómo Scrooge se ha convertido en la encarnación de la Navidad al tratar ahora a todos con bondad, generosidad y compasión, al igual que un "segundo padre" para el pequeño Tim, quien se ha recuperado de su enfermedad y, mientras es cargado por Scrooge en uno de sus hombros, cierra la película diciendo, "Que Dios nos bendiga a todos".

## Los Fantasmas
En la novela de Charles Dickens y en la película, aparecen tres fantasmas:
- Fantasma de la Navidad Pasada: es un espíritu que aparenta ser un hombre-vela. Esta simbología representa nuestros recuerdos del pasado, los cuales, al igual que con una vela, pueden ser olvidados o "apagados", como hace Scrooge desesperadamente en una parte de la película. Otra característica del personaje es la de hablar muy bajo, casi susurrando.
- Fantasma de la Navidad Presente: es un espíritu representado como un gigante pelirrojo y totalmente adornado de voz grave, que siempre ríe y goza en temporada de fiestas. Lleva una funda sin espada, simbolizando la paz entre los hombres. Sólo vive una noche, la Nochebuena, no sin antes mostrarle dos niños bajo su túnica: uno representando la ignorancia y el otro representando la necesidad, para que se cuide de ambos.
- Fantasma de la Navidad Venidera: nace a partir de la sombra de Scrooge. Es de aspecto oscuro y es totalmente mudo, sólo habla mediante imágenes del futuro así como oscuras y horribles revelaciones, como la muerte del mismo Scrooge y haciéndolo cambiar de idea y así haciéndolo reflexionar.

## Reparto
| Voz               | Personaje |
| ----------------- | --- |
| Jim Carrey        | Ebenezer Scrooge (niño y adulto), El Fantasma de la Navidad Pasada, el Fantasma de la Navidad Presente y el Fantasma de la Navidad Venidera |
| Gary Oldman       | Bob Cratchit, Jacob Marley y / Tiny Tim |
| Colin Firth       | Fred Scrooge |
| Bob Hoskins       | Sr. Fezziwig, Viejo Joe |
| Robin Wright Penn | Fan Scrooge y Belle |
| Fionnula Flanagan | Sra Dilber |
| Cary Elwes        | Caballero corpulento #1, Dick Wilkins y Mad Fiddler                                                                                         |
| Steve Valentine   | Funerario |